# Rådet mot organiserad brottslighet
Rådet mot organiserad brottslighet är ett råd som inrättades vid Justitiedepartementet av Regeringen Kristersson i december 2022 med syftet att "stärka och effektivisera det samlade arbetet mot den organiserade brottsligheten under 18 månader" samt att "ta fram en nationell strategi mot den organiserade brottsligheten".
I rådet ingår:
- Sveriges justitieminister (som leder rådet)[2]
- samordnande statssekreterare i Justitiedepartementet
- statssekreterare i Finansdepartementet
- Sveriges rikspolischef
- chefen för Polismyndighetens nationella operativa avdelning (NOA)
- Sveriges riksåklagare
- Sveriges generaltulldirektör
- generaldirektören för Ekobrottsmyndigheten
- generaldirektören för Skatteverket

Till rådets möten kan även kallas andra såsom:
- statssekreterare vid Utbildningsdepartementet
- statssekreterare vid Socialdepartementet
- generaldirektören för Brottsförebyggande rådet
- generaldirektören för Kriminalvården
- generaldirektören för Skolverket
- generaldirektören för Socialstyrelsen
- generaldirektören för Statens institutionsstyrelse (SiS)
- generaldirektören för Myndigheten för familjerätt och föräldraskapsstöd
- vd för Sveriges kommuner och regioner (SKR)